# Henrich Mencke
Henrich Mencke (* 4. April 1677 in Beckum; † 12. September 1727 ebenda) war ein im 1. Viertel des 18. Jahrhunderts tätiger westfälischer Orgelbauer.
Seine Ausbildung dürfte Henrich Mencke in der Werkstatt der Orgelbauerfamilie Bader erhalten haben, an deren Werken er mehrfach Reparaturen durchführte. Sein Sohn Johann Joseph Mencke schließlich führte die Werkstatt des älteren Johann Adam Berner in Osnabrück fort, noch 1773 wird er zusammen mit Eberhard Berner als „Orgelmacher in Osnabrück“ genannt. Bedeutendster Schüler von Henrich Mencke war der Wiener Orgelbauer Johann Hencke.

## Werke
| Jahr      | Ort            | Gebäude              | Bild | Manuale | Register | Bemerkungen |
| --------- | -------------- | -------------------- | ---- | ------- | -------- | --- |
| 1709/1712 | Paderborn      | Dom                  |      | II/P    | 34       | Umbau der 1631 erbauten Orgel von Hans Henrich Bader |
| 1709/1711 | Freckenhorst   | St. Bonifatius       |      | II/p    | 19       | Die ursprünglich im Nordschiff der Stiftskirche aufgestellte Orgel wurde 1936–1937 durch die Orgelbaufirma Breil (Dorsten) umgebaut. 1964 wurde der historische Prospekt eingelagert und im Jahre 2000 mit neuem Werk in St. Dionysius (Nordwalde) aufgestellt. |
| 1711      | Uentrop (Hamm) | evangelische Kirche  |      | I/p     | 8        | 1864 an die evangelische Kirche Ahlen verschenkt, nicht erhalten |
| 1712      | Geseke         | St. Cyriakus         |      | II/P    | 20       | Um 1890 Neubau durch Carl Tennstädt und Franz Jacob Eul, Paderborn. |
| 1715      | Langenstraße   | St. Johannes Baptist |      | I/p     | 20       | 1879 Neubau des Werks durch Carl August Randebrock, Paderborn, 1893 nach Steinhausen, St. Antonius, verkauft, Prospekt erhalten. |
| um 1715   | Beckum         | St. Stephanus        |      | II/p    |          | 1913 Neubau durch Johannes Klais Orgelbau. Nur Prospekt erhalten |
| 1716/1717 | Lette          | St. Vitus            |      |         |          | nicht erhalten |
| 1719/1721 | Nottuln        | St. Martinus         |      | II/p    | 23       | 1957 Neubau im historischen Prospekt. |